# توم باديلي
توم باديلي (بالإنجليزية: Tom Baddeley)‏ (2 نوفمبر 1874 في المملكة المتحدة - 24 سبتمبر 1946 في المملكة المتحدة) هو لاعب كرة قدم بريطاني (وحمل سابقاً جنسية المملكة المتحدة لبريطانيا العظمى وأيرلندا) في مركز حراسة المرمى. شارك مع منتخب إنجلترا لكرة القدم. أما مع النوادي، فقد لعب مع بورت فايل وستوك سيتي ووولفرهامبتون واندررز ونادي برادفورد بارك أفنيو.

## وصلات خارجية
- توم باديلي على موقع قاعدة بيانات كرة القدم.إي يو (الإنجليزية)
- توم باديلي على موقع ناشيونال فوتبول تيمز (الإنجليزية)